# Lista das maiores aeronaves do mundo

Comparação do comprimento:
1. LZ 129 Hindenburg (laranja, 245m) o maior aparelho voador já construído.
2. Antonov An-225 Mriya (84m, em verde)
3. Boeing 747-8 (76m, em azul claro)
4. Airbus A380-800 (72.7m, em rosa)
5. Hughes H-4 Hercules (67m, em amarelo)

Esta é uma lista das maiores aeronaves do mundo, incluindo aviões, helicópteros e dirigíveis.

## Tabela de aviões
| Nome                         | País            | Ano de introdução | Ano de retirada     | Observações |
| ---------------------------- | --------------- | ----------------- | ------------------- | --- |
| Aero Spacelines 377-SG/SGT   | EUA             | 1965              | Ainda em utilização | |
| Airbus A380                  | França          | 2005              |                     | Maior avião de passageiros do mundo.                                                                                     |
| Airbus A330                  | França          | 1994              | Ainda em utilização | |
| Airbus A340-600              | França          | 1993              |                     | Segundo mais longo avião de passageiros em operação.                                                                     |
| Airbus Beluga                | França          | 1995              | Ainda em utilização | |
| Antonov An-22                | União Soviética | 1967              | 1974                | Mais largo avião de hélices do mundo.                                                                                    |
| Antonov An-124               | União Soviética | 1986              |                     | Mais largo avião produzido em escala mundial.                                                                            |
| Antonov An-225               | União Soviética | 1988              | 2022                | Maior e mais largo avião cargueiro do mundo.                                                                             |
| Beriev Be-2500               | Rússia          | projetando        |                     | |
|                              | Alemanha        | 1937              | 1943                | Aeronave mais pesada da Segunda Guerra Mundial, e maior aeronave já produzida pelas forças do Eixo na 2ª Guerra Mundial. |
| Blohm & Voss BV 238          | Alemanha        | 1944              | 1944                | |
| Boeing XB-15                 | EUA             | 1937              | 1937                | |
| Boeing B-29 Superfortress    | EUA             | 1943              | 1945                | |
| Boeing B-52 Stratofortress   | EUA             | 1952              | 1962                | |
| Boeing C-17 Globemaster III  | EUA             | 1993              | Ainda em utilização | |
| Boeing E-6 Mercury           | EUA             | 1997              | Ainda em utilização | |
| Boeing 314 Clipper           | EUA             | 1939              | 1946                | |
| Boeing 377 Stratocruiser     | EUA             | 1947              | 1960                | |
| Boeing 747                   | EUA             | 1970              | Ainda em utilização | |
| Boeing 747-8                 | EUA             | 2012              |                     | Mais longo avião de passageiros em operação                                                                              |
| Boeing 777                   | EUA             | 1995              |                     | Maior jato bi-motor do mundo (versão -300ER)                                                                             |
| Bristol Brabazon             | Reino Unido     | 1949              | 1953                | Maior avião comercial dos anos 50                                                                                        |
| Caproni Ca.60                | Itália          | 1921              | 1921                | |
| Convair B-36 Peacemaker      | EUA             | 1949              | 1959                | |
| Convair XC-99                | EUA             | 1949              | 1957                | Maior avião de transporte movido a pistão já construído                                                                  |
| Dornier Do X                 | Alemanha        | 1929              | 1935                | |
| Douglas XB-19                | EUA             | 1941              | 1949                | |
| Douglas C-124 Globemaster II | EUA             | 1950              | 1974                | |
| Douglas C-133                | EUA             | 1956              | 1961                | |
| Hughes H-4 Hercules          | EUA             | 1947              | 1976                | Maior barco voador e com a maior envergadura já fabricado                                                                |
| Ilyushin Il-76               | Rússia          | 1967              | Ainda em utilização | |
| Junkers G.38                 | Alemanha        | 1931              | 1941                | |
| Junkers Ju 390               | Alemanha        | 1943              | 1944                | |
| Lockheed C-141               | EUA             | 1965              | 2006                | |
| Lockheed C-5 Galaxy          | EUA             | 1970              |                     | Maior avião de transporte militar norte-americano e maior transporte militar do mundo                                    |
| Lockheed R6V                 | EUA             | 1946              | 1953                | |
| McDonnell Douglas KC-10      | EUA             | 1981              | Ainda em utilização | |
| Martin JRM Mars              | EUA             | 1945              | 1956                | |
| Messerschmitt Me 323         | Alemanha        | 1943              | 1944                | Maior avião de carga utilizado durante a Segunda Guerra Mundial                                                          |
| Myasishchev VM-T             | União Soviética | 1982              | 1989                | |
| North American XB-70         | EUA             | 1964              | 1967                | |
| Northrop Grumman B-2 Spirit  | EUA             | 1997              |                     | Ainda em utilização |
| Northrop YB-35               | EUA             | 1946              | 1949                | |
| Northrop YB-49               | EUA             | 1948              | 1948                | |
| Saunders-Roe Princess        | Reino Unido     | 1952              | 1967                | |
| Short Sarafand               | Reino Unido     | 1932              | 1936                | |
| Tupolev ANT-20               | União Soviética | 1933              | 1935                | Maior aeronave do mundo durante os anos 30                                                                               |
| Tupolev Tu-95                | União Soviética | 1956              |                     | Ainda em utilização |
| Tupolev Tu-114               | União Soviética | 1961              | 1975                | |
| Tupolev Tu-160               | Rússia          | 1987              |                     | Ainda em utilização |
| Zeppelin-Staaken R.VI        | Império Alemão  | 1917              | 1918                | Maior bombardeiro da Primeira Guerra Mundial                                                                             |

## Helicópteros

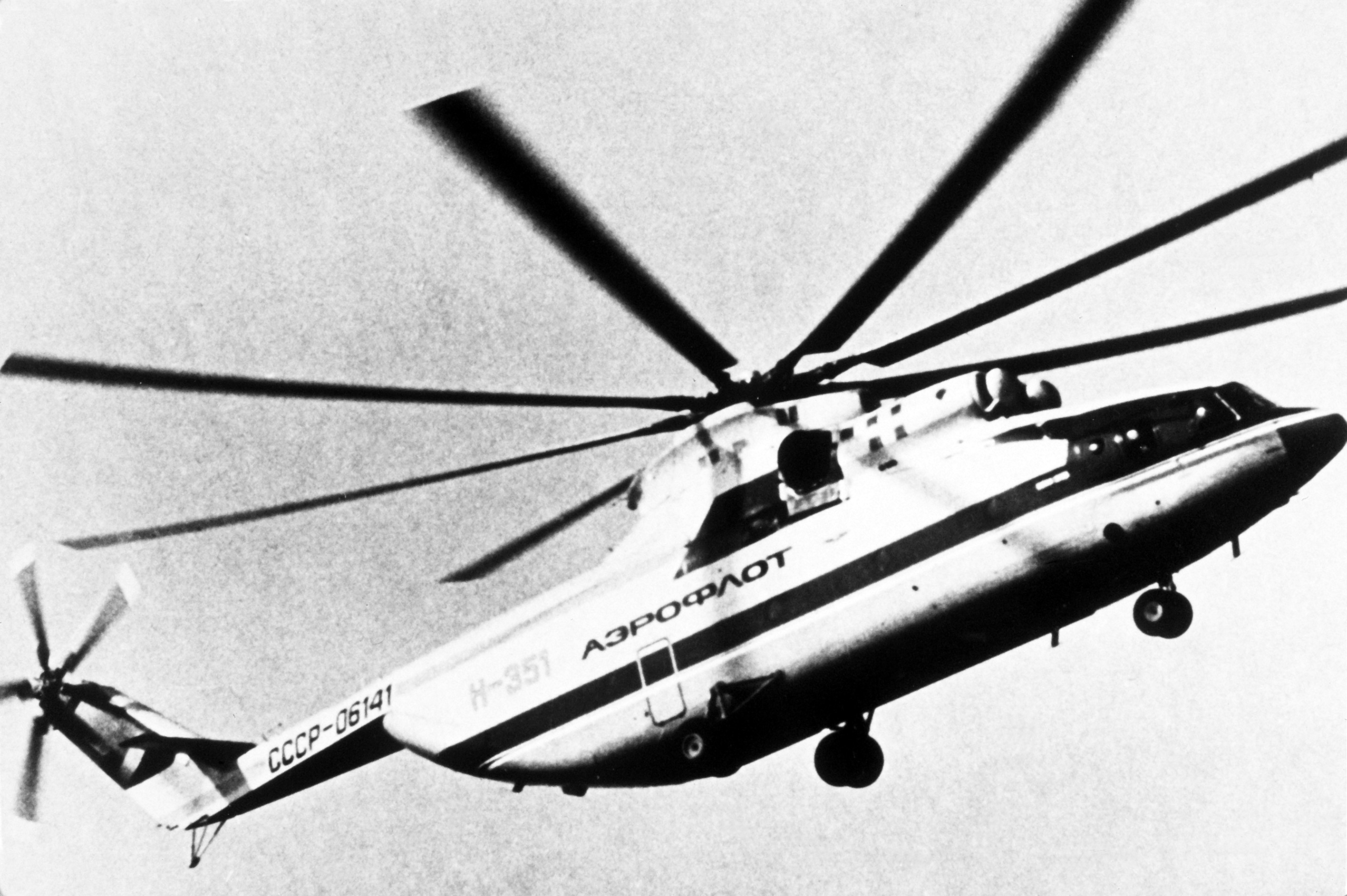
Mil Mi-26: O maior helicóptero do mundo

| Nome                           | Nação           | Ano de introdução | Ano retirado        | Observações                                  |
| ------------------------------ | --------------- | ----------------- | ------------------- | -------------------------------------------- |
| Boeing Vertol CH-46 Sea Knight | EUA             | 1964              | Ainda em utilização |                                              |
| Boeing CH-47 Chinook           | EUA             | 1962              | Ainda em utilização |                                              |
| Hughes H-17 Sky Crane          | EUA             | 1947              | 1953                |                                              |
| Mil Mi-6                       | União Soviética | 1957              |                     |                                              |
| Mil Mi-12                      | União Soviética | 1968              | 1971                | Maior helicóptero já construído              |
| Mil Mi-26                      | União Soviética | 1983              | 1997                | Maior helicóptero feito em escala industrial |
| Sikorsky CH-53                 | EUA             | 1981              | 1995                |                                              |
| Sikorsky CH-54 Tarhe           | EUA             | 1958              | 1990                |                                              |

## Dirigíveis

Uma comparação entre os quatro maiores aviões do mundo

| Nome                                 | Nação       | Ano de introdução | Ano retirado | Observações                                      |
| ------------------------------------ | ----------- | ----------------- | ------------ | ------------------------------------------------ |
| HM Airship R100                      | Reino Unido | 1929              | 1954         |                                                  |
| HM Airship R101                      | Reino Unido | 1930              | 1930         |                                                  |
| Goodyear-Zeppelin USS Akron          | EUA         | 1931              | 1933         | Maior dirigível usado pela Força Aérea Americana |
| Goodyear-Zeppelin USS Macon          | EUA         | 1933              | 1935         |                                                  |
| LZ 129 Hindenburg                    | Alemanha    | 1936              | 1937         | Maior dirigível já fabricado                     |
| Luftschiffbau-Zeppelin Graf Zeppelin | Alemanha    | 1936              | 1938         |                                                  |